# Aethiessa squamosa
Aethiessa squamosa är en skalbaggsart som beskrevs av Hippolyte Louis Gory och Achille Rémy Percheron 1833. Aethiessa squamosa ingår i släktet Aethiessa och familjen Cetoniidae. Inga underarter finns listade i Catalogue of Life.